# Энфилд (боро Лондона)
Лондонский боро Э́нфилд (англ. London Borough of Enfield, произношениео файле) — самый северный из 32 лондонских боро, часть исторического графства Мидлсекс. Восточная часть района лежит в долине реки Ли, западная часть выше и включает холмистые сельскохозяйственные угодья и парковые насаждения Зелёного пояса Лондона. Площадь — 82,20 км². Район поделён на 21 избирательный округ.

## Этимология
Энфилд был упомянут в 1086 году в Книге страшного суда как др.-англ. Enefelde, то есть «открытая земля человека, именуемого Ēana, или где выращивают ягнят», Ean с древнеанглийского языка переводится как личное имя или ягнёнок, Feld могло обозначать площадь, очищенную от деревьев, или поле.

## История
Во времена Римской Британии, Энфилд был соединён с Лондиниумом Ermine Street, римской дорогой, протянувшейся от Лондона до Йорка. Артефакты, найденные в начале 1900-х, показывают, что в районе находились римские поселения. В VIII веке область входила в состав Мерсии, а в IX веке была поделена по долине реки Ли между королевствами Альфреда Великого и Гутрума. В средневековье Энфилд служил местом охоты для королевских особ и богатых лондонцев, здесь же находился дворец Тюдоров Элсинг.
Энфилд имеет богатое индустриальное прошлое и уже с 19 века был известен как родина английского стрелкового оружия. Здесь были сделаны винтовка Ли-Энфилд, пистолеты-пулемёты Bren и STEN. Barclays в Энфилде стало первым местом в мире, имеющем банкомат, он был официально открыт 27 июня 1967 года, первым человеком в мире, получившим наличные через банкомат, стал актёр-комик Рег Варни.
Энфилд был создан в 1965 году в результате слияния бывших муниципальных боро Эдмонтона, Энфилда и Саутгейта, гербы этих трех районов Лондона были объединены. Существо на щите герба известно в геральдике как «Энфилд» или Энфилдский зверь, и широко используется в качестве логотипа, представляющего Энфилд.

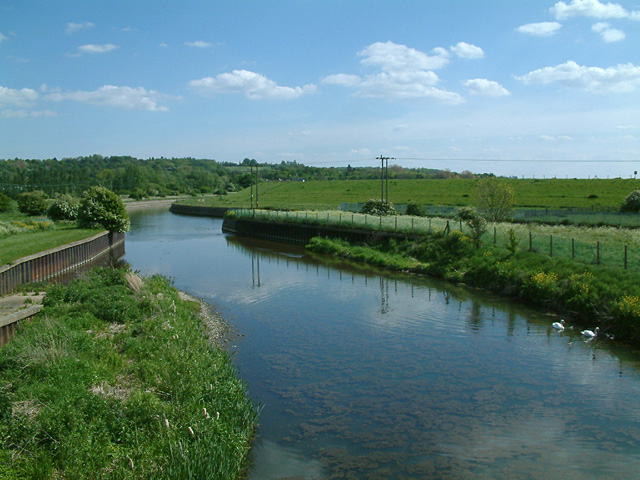
Река Ли

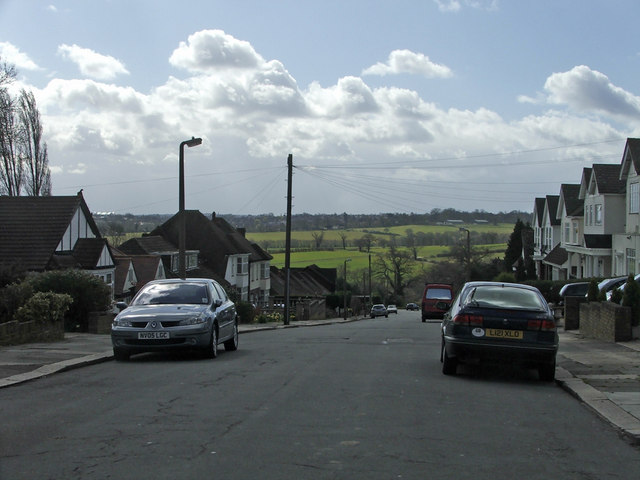
Оак-авеню

### Энфилд сегодня
В наши дни Энфилд известен как спортивно-развлекательный район. Многие местные мероприятия расположены вокруг дороги A10, вдоль которой сосредоточены крупные торговые точки, ночные клубы и кинотеатр-мультиплекс англ. Cineworld. Западная часть Энфилда является в основном жилым районом. Энфилд затронули беспорядки в Англии в августе 2011 года, в результате несколько магазинов в центре Энфилда были взломаны и разграблены, один склад полностью сожжён. Однако ущерб от бунта в целом был достаточно ограниченным по сравнению с другими областями Лондона.

## Население
По данным переписи 2011 года население Энфилда составляет 313 900 человек, из них 22,4 % составили дети (до 15 лет), 63,2 % лица трудоспособного возраста (от 16 до 64 лет) и 14,4 % лица пожилого возраста (от 65 лет и выше).

### Этнический состав
Основные этнические группы, согласно переписи 2007 года:
72,3 % — белые, в том числе 57,4 % — белые британцы, 2,6 % — белые ирландцы и 12,3 % — другие белые (греки и греки-киприоты, евреи, поляки, румыны, белорусы, чехи, украинцы, русские);
12,7 % — чёрные, в том числе 6,5 % — чёрные африканцы (нигерийцы, танзанийцы), 5,4 % — чёрные карибцы (ямайцы) и 0,8 % — другие чёрные;
5,6 % — выходцы из Южной Азии, в том числе 4,3 % — индийцы, 1,4 % — бенгальцы и 0,9 % — пакистанцы;
3,0 % — метисы, в том числе 1,0 % — чёрные карибцы, смешавшиеся с белыми, 1,0 % — азиаты, смешавшиеся с белыми, 0,5 % — чёрные африканцы, смешавшиеся с белыми и 0,5 % — другие метисы;
1,1 % — китайцы;
2,2 % — другие азиаты (турки и турки-киприоты, курды);
1,5 % — другие.

### Религия
Статистические данные по религии в боро на 2011 год:
| Религия      | Энфилд % | Лондон % | Англия % |
| ------------ | -------- | -------- | -------- |
| Христианство | 53,6     | 48,4     | 59,4     |
| Ислам        | 16,7     | 12,4     | 5,0      |
| Индуизм      | 3,5      | 5,0      | 1,5      |
| Иудаизм      | 1,4      | 1,8      | 0,5      |
| Буддизм      | 0,6      | 1,0      | 0,5      |
| Сикхизм      | 0,3      | 1,5      | 0,8      |
| Другие       | 0,6      | 0,6      | 0,4      |
| Нет религии  | 15,5     | 20,7     | 24,7     |
| Не указана   | 7,7      | 8,5      | 7,2      |

## Образование
В районе имеется более 60 начальных школ; 20 средних школ, 4 колледжа. В Энфилде есть множество различных организаций и движений, предлагающих мероприятия для молодежи, особенно сильно скаутское движение.

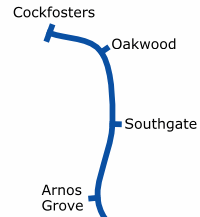
Станции линии Пикадилли в боро Энфилд

## Транспорт
Энфилд имеет железнодорожное сообщение с остальными районами (в том числе линию Пикадилли лондонского метрополитена), через город проходят автобусные маршруты.

## Спорт
Энфилдские центры свободного времени и игровые площадки предлагают множество видов спорта, включая футбол, регби, крикет, гольф. Имеются плавательные бассейны, фитнес-студии, центр лёгкой атлетики.
В боро базируется регбийный клуб Сарацины, выступающий в Авива Премьершип и футбольный клуб Энфилд, выступающий в Старшей лиге Эссекса (одиннадцатом по значимости футбольном турнире Англии).

## Достопримечательности

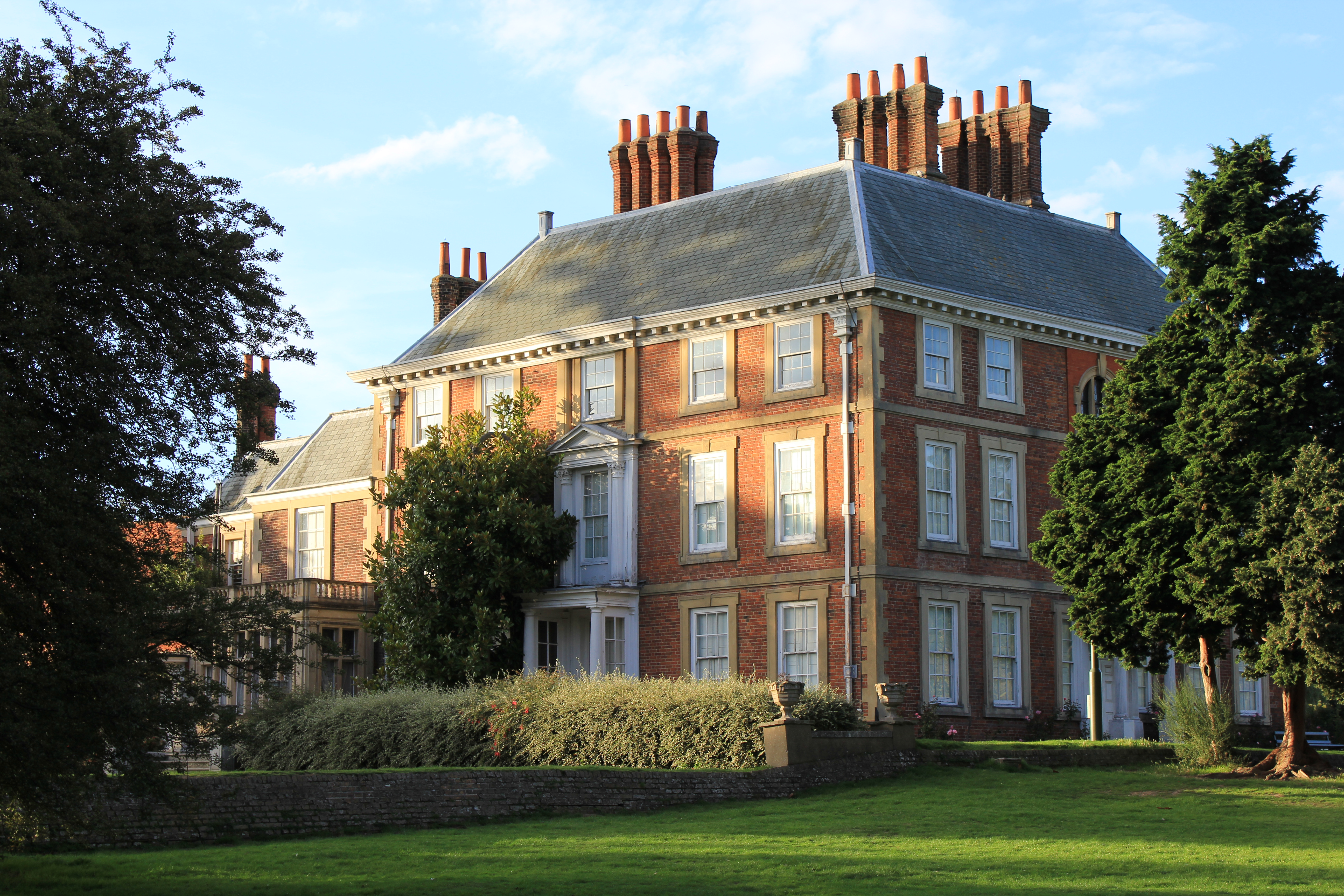
Форти-Холл

11 % района являются зелёной зоной, помимо этого, 40 % района входят в Лондонский зелёный пояс. Одним из главных культурных центров Энфилда является Милфилдский центр искусств. Музеи представлены Музеем транспорта и Музеем домашнего дизайна и архитектуры (MoDA). На территории Энфилда расположены исторические постройки и усадьбы, наиболее известной из которых является усадьба Форти-Холл.

## Родившиеся в Энфилде
- Эдвард Август Боулз
- Энтони Гидденс
- Элисон Голдфрапп
- Фредерик Грейс
- Флоренс Грин
- Микеле Лейгертвуд
- Дэйв Мюррей
- Брин, Ричард Эбидин
- Адель
- Норман Льюис
- Мишель Райан
- Уильям Смит
- Рэйчел Стивенс
- Брук Тейлор
- Эми Уайнхаус
- Ли Хант
- Джек Хоу
- Энди Эйбрахам
- Нил Этеридж

## Районы-побратимы
Официальные районы-побратимы Энфилда — коммуна Курбевуа (Франция), город Гладбек (Германия), Сарыер (Турция).